# Dolok Mariah
Dolok Mariah is een bestuurslaag in het regentschap Simalungun van de provincie Noord-Sumatra, Indonesië. Dolok Mariah telt 400 inwoners (volkstelling 2010).